# Ндонго, Атанасио
Атанасио Ндонго Мийоно (исп. Atanasio Ndongo Miyono; 1928, Мбини, Испанская Гвинея — 26 марта 1969, Бата, Экваториальная Гвинея) — министр иностранных дел и международного сотрудничества Экваториальной Гвинеи.

## Биография
Атанасио Ндонго Мийоно родился в 1928 году в Эгомбегомбе, Рио-Бенито (ныне Мбини), будучи двоюродным братом первого архиепископа Экваториальной Гвинеи Рафаэля Марии Нзе Абуи.
В юности семинарист, в сентябре 1951 года он был исключен вместе с Энрике Гори из семинарии Банапа за то, что возглавил забастовку в знак протеста против плохого питания, связанную с зарождающимся движением за независимость Национальный крестовый поход за освобождение Экваториальной Гвинеи. Он был президентом MONALIGE (Национальное движение за освобождение Экваториальной Гвинеи), отправившись в изгнание в Алжир и Габон до конституции автономного правительства Бонифасио Ондо в 1964 году, когда он смог вернуться. Он продвигал организацию так называемых «Голубых ополченцев» (или «Молодых синих»), связанных с MONALIGE. Он участвовал в Конституционной конференции (1967—1968), которая разработала Конституцию Экваториальной Гвинеи в 1968 году.
На выборах 22 сентября 1968 года он получил 18 223 голоса в первом туре и поддержал во втором туре кандидатуру Франсиско Масиаса Нгемы, баллотировавшегося от партии IPGE (Народная идея Экваториальной Гвинеи). занимая должность министра иностранных дел во время первого правительства последнего, он написал в сотрудничестве с Сатурнино Ибонго национальный гимн Экваториальной Гвинеи «Идёмте по пути нашего великого счастья», который использовался с момента обретения страной независимости.
Во время дипломатического кризиса между Испанией и Экваториальной Гвинеей в 1969 году он столкнулся с Масиасом, и утверждается, что Ндонго «выбросился» из окна президентского дворца, оставаясь на земле в течение пяти часов; за это время он был избит прикладами так, что ему сломали обе ноги. Затем он был заключён в тюрьму, где и умер 26 марта при невыясненных обстоятельствах. Всё это произошло после того, как руководил попыткой государственного переворота 5 марта 1969 года вместе с Сатурнино Ибонго.